# Еммануель Шабріє
Алексіс-Еммануель Шабріє (фр. Alexis-Emmanuel Chabrier; 18 січня 1841, Амбер, Пюї-де-Дом, Франція — 13 вересня 1894, Париж) —французький композитор-романтик, найбільш відомий своєю рапсодією для оркестру «Іспанія» і «Радісним маршем». Творчість Шабріє вплинула на таких композиторів, як Дебюссі, Равель, Стравінський, Пуленк, Ріхард Штраус, композиторів «шістки».

## Біографія
Шабріє народився в містечку Амбер в Оверні в родині адвоката. З шести років він почав займатися музикою, а 1859 роком датуються його перші твори для фортеп'яно. Після переїзду сім'ї в Клермон-Ферран в 1852 році Шабріє паралельно з навчанням в ліцеї брав уроки у польського емігранта скрипаля Олександра Тарновського, а з переїздом в Париж в 1856 вступив до ліцею Сен-Луї. Після закінчення школи права в 1861 році вступив на службу в міністерство внутрішніх справ. Одночасно Шабріє продовжував писати фортеп'янні п'єси і поряд з інтересом до Вагнера познайомився з парнасцями. Працював над двома незавершеними оперетами на лібрето Поля Верлена.  
У 1873 році Шабріє одружився з Марі-Аліс Дежан, від якої мав трьох синів (один з них помер у ранньому дитинстві). У той же час він пише для театру, першим завершеним твором для якого стала опера «Зірка», поставлена в 1877 році і мала успіх. У цей період Шабріє вступає в артистичні кола Парижа, де знайомиться з композиторами Форе, Шоссон, д'Енді і такими художниками, як Мане, Дега, Фантен-Латур. 
У 1880 році Шабріє йде у відставку і повністю присвячує себе музиці, ставши помічником Шарля Ламуре з популяризації німецької музики. У тому ж році з'являється фортеп'янний цикл з 10 п'єс «П'єси-картини». У 1882 році Шабріє здійснює подорож в Іспанію, після якої на наступний рік з'являється рапсодія для оркестру «Іспанія», яка стала найбільш відомим твором композитора. У 1884-1885 Шабріє стає хормейстером театру «Шато буд». Написана в 1885 році опера з англосаксонських часів «Гвендолін» після двох постановок була знята з репертуару через банкрутство імпресаріо. У 1887 році Шабріє завершує оперу «Король мимоволі», присвячену королю Польщі Генріху Валуа, яка поряд з «Гвендолін» з успіхом йде в Лейпцигу і Мюнхені. 
В останні роки життя Шабріє мав серйозні фінансові проблеми, а також страждав від сифілісу і депресії, викликаної невдачею опер у Франції. У 1893 році він був паралізований і помер на наступний рік. Незважаючи на своє бажання бути похованим поруч з Мане, композитор був похований на кладовищі Монпарнас. 
Також Шабріє був колекціонером, зібрав в основному роботи своїх друзів-імпресіоністів, в тому числі Мане, Моне, Сезанна, Ренуара, Сіслея. Серед інших робіт в його колекції знаходився «Бар в „Фолі-Бержер "» Мане. 

## Творчість

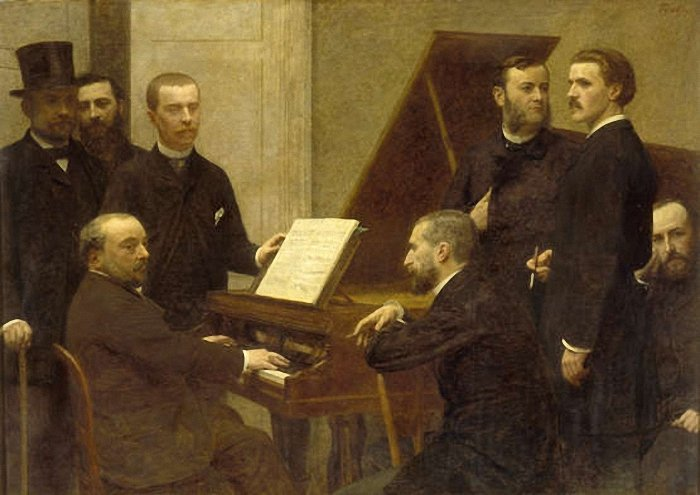
Анрі Фантом-Латур. «За роялем» (за роялем — Еммануель Шабріє)

Нечисленна за кількістю музика Шабріє легка, оптимістична, яскрава та мелодійна, відрізняється багатством гармонії, ритму та оркестрування. 
Крім опер, композитор також був автором оркестрових творів, що включають в себе Lamento і Larghetto для валторни і оркестру (обидва —1875), рапсодію для оркестру «Іспанія» (1883) і зроблені в 1888 році оркестрування фортеп'янних п'єс, що включають Пасторальну прелюдію, Радісний марш і Пасторальну сюїту.
Серед його фортеп'янних творів, крім «П'єс-картин», виділяється «Фантастичне бурре», написане в 1891 році і доопрацьоване після смерті композитора Феліксом Моттлем в 1898 році. Також Еммануель Шабріє був автором пісень. 